# Black and White (álbum de Wretch 32)
Black and White é o segundo álbum de estúdio do músico britânico de hip hop Wretch 32. Divulgado pela editora discográfica Ministry of Sound a partir de 21 de Agosto de 2011, marcou o primeiro lançamento do artista em uma editora de renome. Ao longo da sua primeira semana de disponibilidade no Reino Unido, foram compradas aproximadamente 25 mil unidades do disco, garantindo-lhe uma estreia no quarto posto da tabela de álbuns do país. Dos seis singles lançados para auxiliar a promoção de Black and White, todos conseguir alcançar o seu pico dentro das cinquenta melhores posições da tabela de canções do Reino Unido, inclusive "Don't Go", o único que atingiu o numero um. Este álbum viu Wretch 32 a colaborar com artistas como Ed Sheeran, Daley, Etta Bond e Example.

## Alinhamento de faixas
Black and White
1. "Black and White" — 4:01
2. "Never Be Me" (com participação de Angel) — 3:32
3. "Traktor" (com participação de L Marshall) — 3:47
4. "Please Don't Let Me Go" — 3:45
5. "Unorthodox" (com participação de Example) — 3:23
6. "I'm Not the Man" (com participação de Chipmunk e Angel) — 4:24
7. "Anniversary (Fall in Love)" (com participação de Alex Mills) — 3:44
8. "Sane's the New Mad" — 3:28
9. "Forgiveness" (com participação de Etta Bond) — 5:06
10. "Long Way Home" (com participação de Daley) — 3:56
11. "Let Yourself Go" — 3:53
12. "Don't Be Afraid" (com participação de Delilah) — 3:28
13. "Hush Little Baby" (com participação de Ed Sheeran) — 3:56
14. "Don't Go" (com participação de Josh Kumra) — 3:58

Notas
- "Forgiveness" contém vocais não-creditados de Labrinth

Amostras
- "Black and White" contém amostras de "Different Strokes" por Syl Johnson;
- "Unorthodox" contém amostras de "Fools Gold" por The Stone Roses;
- "Hush Little Baby" tem letras adaptadas da canção de embalar "Hush, Little Baby".